# NGC 7708
NGC 7708 — группа звёзд в созвездии Цефей.
Этот объект входит в число перечисленных в оригинальной редакции «Нового общего каталога».